# L'Arche de Noé (film, 2023)
 (novembre 2023).
Si vous disposez d'ouvrages ou d'articles de référence ou si vous connaissez des sites web de qualité traitant du thème abordé ici, merci de compléter l'article en donnant les références utiles à sa vérifiabilité et en les liant à la section « Notes et références ».
Pour les articles homonymes, voir L'Arche de Noé.
Pour plus de détails, voir Fiche technique et Distribution.
L'Arche de Noé est une comédie dramatique française réalisée par Bryan Marciano, sortie en 2023.

## Synopsis
Une association accueille des jeunes LGBT mis à la rue par leurs familles. Derrière l’apparente comédie, les excès, l’envie de s'affirmer, se cachent des vies brisées. Tous ont cette furieuse envie d’exister, de trouver leur place dans la société. Ici, ils ont six mois, pour trouver un travail, un logement et s’accepter comme ils sont. Une course contre la montre durant laquelle Noëlle, qui dirige l’association et Alex, qui l’aide dans sa mission, sont également renvoyés à leurs propres failles et s’interrogent sur leurs motivations à aider les autres.

## Fiche technique
Sauf indication contraire, les informations mentionnées dans cette section peuvent être confirmées par les bases de données cinématographiques IMDb et Allociné,  présentes dans la section « Liens externes ».
- Titre original : L'Arche de Noé
- Réalisation : Bryan Marciano
- Scénario : Bryan Marciano et Noé Debré
- Musique : Dédouze
- Décors : Séverine Baehrel
- Costumes : Camille Rabineau
- Photographie : Bryan Marciano
- Son : Mathieu Leroy
- Montage : Samuel Danesi
- Production : Christine Rouxel
  - Coproduction : Nicolas Duval Adassovsky et Margaux Dourdin Marciano
- Sociétés de production : Quad Films et Eliph Productions
  - Sociétés de coproduction : UGC et TF1
- Société de distribution : UGC Distribution
- Budget : 3,3 millions d'euros
- Pays de production :  France
- Langue originale : français
- Format :
- Genre : Comédie dramatique
- Durée : 105 minutes
- Dates de sortie :
  - France : 22 novembre 2023

## Distribution
- Valérie Lemercier : Noëlle
- Finnegan Oldfield : Alex
- Elsa Guedj : Élodie
- Olivier Claverie : Gilles
- Eli Letourneur : Elsa
- Mohomat-Amine Benrachid : Lassana
- Fehdi Bendjima : Karim
- Djanis Bouzyani : Francis
- Gulliver Benhadj : Donovan
- Martin Daquin : Brian
- Jade Dubois : Krystal
- Sarah Henriques : Princesse
- Victor Mermaz : Melvin
- Lucas Faulong : Antoine
- Fabienne Galula : la juge